# Shoot to Thrill
Pistes de Back in Black
Hells Bells
(1) What Do You Do for Money Honey
(3)
Shoot to Thrill est la seconde chanson de l'album Back in Black du groupe de hard rock AC/DC.
Cette chanson est également présente sur l'album Live, sorti en 1992, en version live tirée de la tournée The Razors Edge.
La chanson est présente dans les films Iron Man 2 et Avengers lors de l'apparition d'Iron Man en Allemagne. Le clip vidéo de la chanson est sorti le 26 janvier 2010, près de 30 ans après la sortie de la chanson. Il est composé d'extraits des trois concerts du groupe à Buenos Aires les 2, 4 et 6 décembre 2009 pendant la tournée Black Ice World Tour, ainsi que de scènes du film Iron Man 2.
En 2011, une version live tirée de la tournée Black Ice a été réalisée en single et sur Live at River Plate.

## Formation
- Brian Johnson : Chants
- Angus Young : Guitare solo
- Malcolm Young : Guitare rythmique
- Cliff Williams : Basse
- Phil Rudd : Batterie

- "Mutt" Lange — producteur
- Tony Platt — ingénieur
- Brad Samuelsohn — mixage

## Utilisations dans les médias
La chanson a été utilisée dans plusieurs films, émissions télé ou spots publicitaires comme :
- En 1995, dans l'intro de l'émission argentine Caiga Quien Caiga et sa version brésilienne CQC, Custe o Que Custar.
- En 2005, dans Shérif, fais-moi peur (The Dukes of Hazzard dans sa version originale).
- En 2005, promotion pour le film xXx2 : The Next Level (xXx: State of the Union dans sa version originale).
- En 2006, promotion télé pour le film Talladega Nights: The Ballad of Ricky Bobby.
- En 2009, la version live de la chanson a été utilisée avec War Machine (de l'album Black Ice) comme thème officiel de WrestleMania XXV de la World Wrestling Entertainment[1].
- En 2010, dans Iron Man 2.
- En 2011, dans une bande-annonce appelée "The Vet & The n00b" promouvant le jeu vidéo Call of Duty: Modern Warfare 3[2].
- En 2012, dans Avengers
- En 2019, dans Murder Mystery